# 河北传媒学院
河北传媒学院，简称河传，是一所位于中国河北省石家庄市的民办传媒类高等院校，是全国第三所传媒类院校。

## 学校概况
- 2000年，创建精英影视艺术职业学院，为专修类院校。
- 2001年，升格石家庄影视艺术职业学院。2007年，升格河北传媒学院。
- 2010年7月，中国人民解放军军械工程学院信息与管理学院中文系并入。
- 2011年，国家教育部批准成立了硕士研究生学位，成为中国民办高校里第一个设立博士研究点的学校[1][2]；
- 2012年，面向全国招收第一批河北传媒学院艺术类研究生。
- 2013年，与中国艺术研究院联合培养博士研究生。
- 2020年，被选定为“转型发展示范学校”。[3]

## 学校校区
- 南校区： 中国河北省石家庄市新华区警安路8号
- 北校区： 中国河北省石家庄市新华区学府路196号
- 新校区： 中国河北省石家庄市栾城区寺北柴村
- 孔子学院：在巴西设立有中国河北传媒学院孔子学院

## 院系设置
1. 影视学院：
  1. 本科专业：1-广播电视编导、2-摄影摄像、3-数字媒体艺术、4-录音艺术
  2. 专科专业：1-编导、2-摄影摄像技术、3-电视节目制作、4-录音技术
2. 艺术设计学院：
  1. 本科专业：1-戏剧影视美术设计（影视美术方向）、2-戏剧影视美术设计（环境艺术方向）、3-戏剧影视美术设计（人物形象设计方向）、4-广告学（影视广告设计方向）、

5-戏剧影视美术设计（广告策划方向）、6-艺术设计（视觉传达方向）、7-戏剧影视美术设计（展览展示方向）、8-戏剧影视美术设计（平面设计方向）
1. 1. 专科专业：1-影视广告、2-广告设计与制作
2. 动画学院：
  1. 本科专业：1-动画
  2. 专科专业：2-影视动画

1. 新闻传播学院：
  1. 本科专业：1-播音与主持艺术（表演播音方向）、2-播音与主持艺术（英汉双语播音）、3-广播电视新闻学、4-新闻学
  2. 专科专业：1-主持与播音、2-新闻采编与制作
2. 外语系：
  1. 本科专业：1-英语专业、2-葡萄牙语专业、3-西班牙语专业
3. 管理系：
  1. 本科专业：1-公共事业管理
  2. 专科专业：1-文化事业管理
4. 信息技术系：
  1. 本科专业：1-计算机科学与技术、2-广播电视技术
  2. 专科专业：1-计算机信息管理、2-影视多媒体技术、3-应用电子技术
5. 中文系：
  1. 本科专业：1-汉语言文学
  2. 专科专业：2-语文教育
6. 继续教育学院：
  1. 本科专业：设置学校所有院系的本科专业【专升本】（与专接本有区别，专接本为全日制学历）
  2. 专科专业：设置学校所有院系的专科专业-成人自考、进修班
7. 职业技术学院：
  1. 负责学院各种职业资格证书考试比如 教师资格证 礼仪主持人证 摄影师证等

1. 舞蹈学院：
  1. 本科专业：1-舞蹈编导、2-舞蹈表演（国标舞方向）、3-舞蹈表演（民间舞方向）、4-舞蹈表演（现代舞方向）
  2. 专科专业：1- 舞蹈表演
2. 表演系：
  1. 本科专业：1-表演（戏剧表演方向）、2-表演（喜剧表演方向）、3-导演
  2. 专科专业：1-专影视表演
3. 音乐工程系：
  1. 本科专业：1-表演（音乐表演方向）、2-表演（音乐剧方向）、3-音乐学、4-音乐工程
  2. 专科专业：1-音乐表演、2-乐器表演、3-声乐学
4. 艺体系：
  1. 本科专业：1-体育艺术表演
  2. 专科专业：1-社会体育
5. 艺术研究生部：
  1. 艺术类研究生负责研究课题：移动媒体视频节目制作、电视编导、电视制作、播音与主持艺术、动漫创作、编剧、传媒音乐应用、电视广告
6. 马列教研部：
  1. 负责学院思想道德与法律修养、毛泽东思想与中国特色社会主义理论体系概论等思政类课程研究

1. 巴西利亚：与巴西利亚大学合作设立中国河北传媒学院孔子学院
2. 圣保罗：与巴西圣保罗州立大学合作设立中国河北传媒学院孔子学院

## 著名校友
- 李洪绸，2008级影视表演专科专业学生，中国大陆电视系列剧《大学生同居的事儿》《那些特立独行的猪》《毛骗》等导演；
- 秦雪，2008级影视表演专科专业学生，尤小刚工作室签约演员，代表作品《西施秘史》《内线前传》《英雄时代》等；
- 张守建，2007级表演本科专业学生，青年作家，已出版文学专著《不可不知的电影常识》；
- 张承阳，2011级表演本科专业学生，演员，代表作品《倾世皇妃》《太平公主秘史》《王者清风》《天网2012》《小鬼子走着瞧》等；
- 赵雨航，2006级编导专科专业学生，歌手，代表作品《全是为你》《死也在一起》《是我的错》等；
- 张慧科，2006级摄影摄像专科专业学生，演员，代表作《一个也不能少》；
- 王晓芬，2008级表演本科专业学生，演员，代表作《隋唐英雄4》《枪林弹雨》等；
- 魏天赐，2009级表演系本科专业学生，演员，代表作《秀丽江山之长歌行》《老有所依》等；
- 冯磊，2008级表演系本科班专业学生，模特，2010新丝路中国模特大赛女模季军；
- 上子陌，2006级编导专科专业学生，青年作家，发行作品《我的左手旁边是你的右手》《漫步丛林》《大山的孩子》等
- 俞亚星，2009级艺术体育系本科专业学生，模特，2011亚洲大学生模特大赛中国赛区季军；
- 商钰爽，2007级音乐系本科专业学生，歌手，2011深圳卫视.中国流行音乐金钟奖大赛全国女子12强；
- 胡春杨，2017级主持专业学生，歌手，UNINE组合成员
- 张百乔